# Elophos hoefneri
Elophos hoefneri là một loài bướm đêm trong họ Geometridae.